# Sci di fondo ai VI Giochi paralimpici invernali
Per lo sci di fondo ai VI Giochi paralimpici invernali di Lillehammer 1994 furono disputate 48 gare (29 maschili e 19 femminili).

## Medagliere
| Posizione | Paese         |    |    |    | Totale |
| --------- | ------------- | -- | -- | -- | ------ |
| 1         | Norvegia      | 17 | 9  | 3  | 29     |
| 2         | Germania      | 11 | 7  | 3  | 21     |
| 3         | Russia        | 9  | 9  | 7  | 25     |
| 4         | Finlandia     | 6  | 7  | 10 | 23     |
| 5         | Francia       | 3  | 1  | 3  | 7      |
| 6         | Polonia       | 2  | 3  | 5  | 10     |
| 7         | Austria       | 0  | 3  | 3  | 6      |
| 8         | Svizzera      | 0  | 3  | 2  | 5      |
| 9         | Stati Uniti   | 0  | 3  | 1  | 4      |
| 10        | Italia        | 0  | 1  | 3  | 4      |
| 11        | Svezia        | 0  | 1  | 1  | 2      |
| 12        | Kazakistan    | 0  | 1  | 0  | 1      |
| 13        | Paesi Bassi   | 0  | 0  | 3  | 3      |
| 14        | Danimarca     | 0  | 0  | 2  | 2      |
| 15        | Estonia       | 0  | 0  | 1  | 1      |
| 15        | Gran Bretagna | 0  | 0  | 1  | 1      |
| Totale    | Totale        | 48 | 48 | 48 | 144    |

## Podi
Le gare erano divise in:
- 2,5 km: donne
- 5 km: uomini - donne
- 10 km: uomini - donne
- 15 km: uomini
- 20 km: uomini
- 3x2,5 km staffetta: uomini - donne
- 4x5 km staffetta: uomini

Ogni evento era separato in In piedi, Seduti e Ipo o non vedenti:
- LW2 - in piedi: amputazione alla singola gamba sopra il ginocchio
- LW3 - in piedi: amputazione ad entrambe le gambe sotto il ginocchio, paralisi cerebrale lieve o danno equivalente
- LW4 - in piedi: amputazione alla singola gamba sotto il ginocchio
- LW5/7 - in piedi: doppia amputazione braccia
- LW6/8 - in piedi: amputazione al singolo braccio
- LW9 - in piedi: amputazione o menomazione equivalente di un braccio e di una gamba
- LW10 - seduti: paraplegia con o nessuna funzione addominale superiore e nessun equilibrio di seduta funzionale
- LW11 - seduti: paraplegia con equilibrio di seduta corretto e funzionale
- B1 - ipo o non vedenti: nessuna funzione visiva
- B2 - ipo o non vedenti: funzione visiva dal 3 al 5%
- B3 - ipo o non vedenti: funzione visiva inferiore al 10%

### Uomini
| Evento                 | Classe                                                            | Oro                                                            | Argento                                                                               | Bronzo |
| 5 km tecnica classica  |                                                                   |                                                                |                                                                                       |        |
| B1                     | Terje Løvaas                                                      | Magne Lunde                                                    | Peter Young                                                                           |        |
| B2                     | Frank Höfle                                                       | Torbjörn Ek                                                    | Timo Kalevi Lahtinen                                                                  |        |
| B3                     | Alexander Schwarz                                                 | Alexandre Nassarouline                                         | Nikolai Ilioutchenko                                                                  |        |
| LW2/3/9                | Wiggo Nordseth                                                    | Jan Kolodziej                                                  | Samuli Kaemi                                                                          |        |
| LW4                    | Åge Jønsberg                                                      | Svein Lilleberg                                                | Wolfgang Mahler                                                                       |        |
| LW5/7                  | Axel Hecker                                                       | Marcin Kos                                                     | Jerzy Szlezak                                                                         |        |
| LW6/8                  | Jouko Grip                                                        | Thomas Ölsner                                                  | Rauno Miettinen                                                                       |        |
| 5 km sitski            |                                                                   |                                                                |                                                                                       |        |
| LW10                   | Didier Riedlinger                                                 | Jeff Pagels                                                    | Oliver Anthofer                                                                       |        |
| LW11                   | Kari Joki-Erkkila                                                 | Teuvo Ojala                                                    | Seppo Joensuu                                                                         |        |
| 10 km tecnica libera   |                                                                   |                                                                |                                                                                       |        |
| B1                     | Terje Løvaas                                                      | Valeri Kouptchinski                                            | Serguei Seleznev                                                                      |        |
| B2                     | Frank Höfle                                                       | Valeri Cheloudkov                                              | Herve Le Moing                                                                        |        |
| B3                     | Alexandre Nassarouline                                            | Alexander Schwarz                                              | Nikolai Ilioutchenko                                                                  |        |
| LW2/3/9                | Roland Gäss                                                       | Svein Lilleberg                                                | Ernesto Vinante                                                                       |        |
| LW4                    | Åge Jønsberg                                                      | Andre Favre                                                    | Kalervo Pieksaemaeki                                                                  |        |
| LW5/7                  | Marcin Kos                                                        | Axel Hecker                                                    | Jerzy Szlezak                                                                         |        |
| LW6/8                  | Thomas Ölsner                                                     | Bernhard Furrer                                                | Jean-Yves Arvier                                                                      |        |
| 10 km sitski           |                                                                   |                                                                |                                                                                       |        |
| LW10                   | Didier Riedlinger                                                 | Jeff Pagels                                                    | Franco Belletti                                                                       |        |
| LW11                   | Kari Joki-Erkkila                                                 | Knut Lundstrøm                                                 | Teuvo Ojala                                                                           |        |
| 15 km sitski           |                                                                   |                                                                |                                                                                       |        |
| LW10                   | Didier Riedlinger                                                 | Jeff Pagels                                                    | Oliver Anthofer                                                                       |        |
| LW11                   | Knut Lundstrøm                                                    | Michael Weymann                                                | Kari Joki-Erkkila                                                                     |        |
| 20 km tecnica classica |                                                                   |                                                                |                                                                                       |        |
| B1                     | Terje Løvaas                                                      | Valeri Kouptchinski                                            | Magne Lunde                                                                           |        |
| B2                     | Frank Höfle                                                       | Timo Kalevi Lahtinen                                           | Valeri Cheloudkov                                                                     |        |
| B3                     | Alexandre Nassarouline                                            | Nikolai Ilioutchenko                                           | Alexander Schwarz                                                                     |        |
| LW2/3/9                | Wiggo Nordseth                                                    | Piotr Sulkowski                                                | Jan Kolodziej                                                                         |        |
| LW4                    | Åge Jønsberg                                                      | Svein Lilleberg                                                | Kalervo Pieksaemaeki                                                                  |        |
| LW5/7                  | Marcin Kos                                                        | Axel Hecker                                                    | Jerzy Szlezak                                                                         |        |
| LW6/8                  | Thomas Ölsner                                                     | Jouko Grip                                                     | Jean-Yves Arvier                                                                      |        |
| 3×2,5 km staffetta     |                                                                   |                                                                |                                                                                       |        |
| Seduti                 | Norvegia John-Olav Johansen Terje Johansen Knut Lundstrøm         | Finlandia Kari Joki-Erkkila Teuvo Ojala Raimo Peltonen         | Germania Klaus Kleiser Michael Weymann Bruno Zimmermann                               |        |
| 4×5 km staffetta       |                                                                   |                                                                |                                                                                       |        |
| in piedi/ciechi        | Norvegia Åge Jønsberg Svein Lilleberg Terje Løvaas Wiggo Nordseth | Germania Axel Hecker Frank Höfle Wolfgang Mahler Thomas Ölsner | Russia Nikolai Ilioutchenko Valeri Kupchinski Alexandre Nassarouline Serghei Seleznev |        |

### Donne
| Evento                 | Classe                                                        | Oro                                                       | Argento                                                    | Bronzo |
| 2,5 km sitski          |                                                               |                                                           |                                                            |        |
| LW10-11                | Ragnhild Myklebust                                            | Kirsti Hooeen                                             | Dorothea Agetle                                            |        |
| 5 km tecnica classica  |                                                               |                                                           |                                                            |        |
| B1                     | Lubov Paninykii                                               | Irina Selivanova                                          | Anne-Mette Bredahl-Christensen                             |        |
| B2                     | Nadejda Tchirkova                                             | Renata Hoenisch                                           | Anne-Lie Gustafsson                                        |        |
| B3                     | Kaija Tuikkanen                                               | Alevtina Elessina                                         | Vilma Nugis                                                |        |
| LW2/3/4                | Susanne Ischinger                                             | Gabriele Buchegger                                        | Theres Huser                                               |        |
| LW6/8/9                | Tanja Tervonen                                                | Siw Vestengen                                             | Majorie van de Bunt                                        |        |
| 5 km tecnica libera    |                                                               |                                                           |                                                            |        |
| B1                     | Lubov Paninykii                                               | Irina Selivanova                                          | Michele Drolet                                             |        |
| B2                     | Tone Gravvold                                                 | Renata Hoenisch                                           | Nadejda Tchirkova                                          |        |
| B3                     | Alevtina Elessina                                             | Sisko Kiiski                                              | Kaija Tuikkanen                                            |        |
| LW2/3/4                | Susanne Ischinger                                             | Theres Huser                                              | Gabriele Buchegger                                         |        |
| LW6/8/9                | Tanja Tervonen                                                | Anne Helene Barlund                                       | Majorie van de Bunt                                        |        |
| 5 km sitski            |                                                               |                                                           |                                                            |        |
| LW10-11                | Ragnhild Myklebust                                            | Kirsti Hooeen                                             | Dorothea Agetle                                            |        |
| 10 km tecnica classica |                                                               |                                                           |                                                            |        |
| B1                     | Lubov Paninykii                                               | Irina Selivanova                                          | Anne-Mette Bredahl-Christensen                             |        |
| B2                     | Nadejda Tchirkova                                             | Lubov Vorobieva                                           | Tone Gravvold                                              |        |
| B3                     | Kaija Tuikkanen                                               | Alevtina Elessina                                         | Sisko Kiiski                                               |        |
| LW2/3/4                | Susanne Ischinger                                             | Theres Huser                                              | Zenona Baniewicz                                           |        |
| LW6/8/9                | Anne Helene Barlund                                           | Tanja Tervonen                                            | Majorie van de Bunt                                        |        |
| 10 km sitski           |                                                               |                                                           |                                                            |        |
| LW10-11                | Ragnhild Myklebust                                            | Dorothea Agetle                                           | Kirsti Hooeen                                              |        |
| 3×2,5 km staffetta     |                                                               |                                                           |                                                            |        |
| Aperta                 | Norvegia Anne Helene Barlund Ragnhild Myklebust Siw Vestengen | Germania Michaela Fuchs Susanne Ischinger Martina Willing | Russia Alevtina Elessina Lubov Paninykii Nadejda Tchirkova |        |